# Пемполь
Пемпо́ль (фр. Paimpol, брет. Pempoull) — коммуна во Франции, находится в регионе Бретань, департамент Кот-д’Армор, округ Генган, центр кантона Пемполь. В центре коммуны находится железнодорожная станция Пемполь, конечный пункт линии Генган-Пемполь.
Население (2019) — 7 179 человек.

## География
Коммуна расположена приблизительно в 400 км к западу от Парижа, в 125 км северо-западнее Ренна, в 36 км к северо-западу от Сен-Бриё.
Коммуна расположена на восточном берегу эстуария реки Триё и на берегу залива Сен-Мало.

## История
С начала пятнадцатого века, когда в Европе начинается массовый вылов трески, Пемполь становится одним из важнейших рыболовных портов Франции. Местные моряки с годами уходили в поисках рыбы все дальше, осваивая прибрежные воды Исландии и острова Ньюфаундленд.

## Достопримечательности
- Развалины аббатства Бопор XIII века
- Церковь Нотр-Дам
- Часовня Нотр-Дам XVII века

## Экономика
Структура занятости населения:
- сельское хозяйство — 4,0 %
- промышленность — 6,4 %
- строительство — 4,4 %
- торговля, транспорт и сфера услуг — 43,7 %
- государственные и муниципальные службы — 41,4 %

Уровень безработицы (2018) — 16,6 % (Франция в целом —  13,4 %, департамент Кот-д’Армор — 11,5 %). 

Среднегодовой доход на 1 человека, евро (2018) — 21 620 (Франция в целом — 21 730, департамент Кот-д’Армор — 21 230).
В 2007 году среди 4341 человека в трудоспособном возрасте (15—64 лет) 2836 были экономически активными, 1505 — неактивными (показатель активности — 65,3 %, в 1999 году было 62,4 %). Из 2836 активных работали 2476 человек (1252 мужчины и 1224 женщины), безработных было 360 (152 мужчины и 208 женщин). Среди 1505 неактивных 437 человек были учениками или студентами, 597 — пенсионерами, 471 были неактивными по другим причинам.

## Демография
Динамика численности населения, чел.

## Администрация
Пост мэра Пемполя с 2020 года занимает член Социалистической партии Фанни Шаппе (Fanny Chappé). На муниципальных выборах 2020 года возглавляемый ею левый список победил в 1-м туре, получив 50,3 % голосов.
| Период | Период | Фамилия             | Партия                                                                     | Примечания                                                                                 |
| ------ | ------ | ------------------- | -------------------------------------------------------------------------- | ------------------------------------------------------------------------------------------ |
| 1955   | 1959   | Луи Купен           |                                                                            | портной                                                                                    |
| 1959   | 1960   | Фредерик Бон        |                                                                            |                                                                                            |
| 1960   | 1961   | Луи Купен           |                                                                            | портной                                                                                    |
| 1961   | 1995   | Макс Керьен         | Социалистическая партия                                                    | бывший член Государственного Совета, почетный президент Ассоциации мэров приморских коммун |
| 1995   | 2001   | Полет Капри         | Разные левые                                                               | социальный работник, член Регионального совета Бретани                                     |
| 2001   | 2004   | Жак Салеэн          | Союз за французскую демократию Союз за народное движение                   | генерал-майор авиации в отставке, член Регионального совета Бретани                        |
| 2004   | 2008   | Жан-Поль Пошар      | Разные правые                                                              | пенсионер                                                                                  |
| 2008   | 2020   | Жан-Ив де Шезмартен | Союз за французскую демократию Демократическое движение Радикальная партия | генеральный директор компании, вице-президент Совета департамента                          |
| 2020   |        | Фанни Шаппе         | Социалистическая партия                                                    | воспитатель детского сада, член Регионального совета Бретани                               |

## Культура
С 1989 года в августе в Пемполе ежегодно проводится фестиваль песни о море

## Города-побратимы
- Ромси (Великобритания, с 1960)[3]
- Грюндарфьёрдюр (Исландия)
- Вермильон (США, с 1993)[4]

## Знаменитые уроженцы
- Марсель Кашен (1869-1958), коммунист, крупный деятель Второго и Третьего интернационалов.

## Галерея

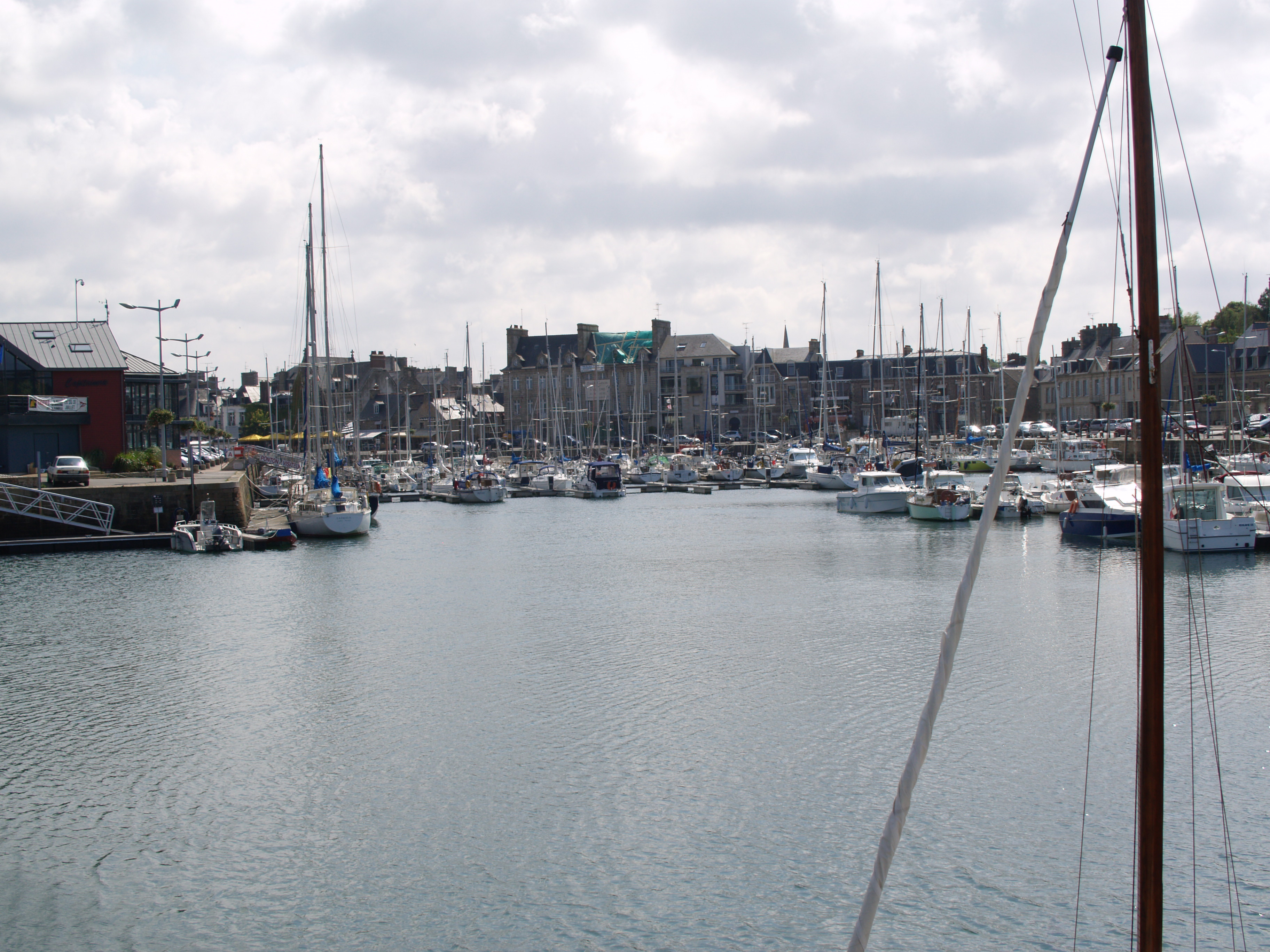
Порт
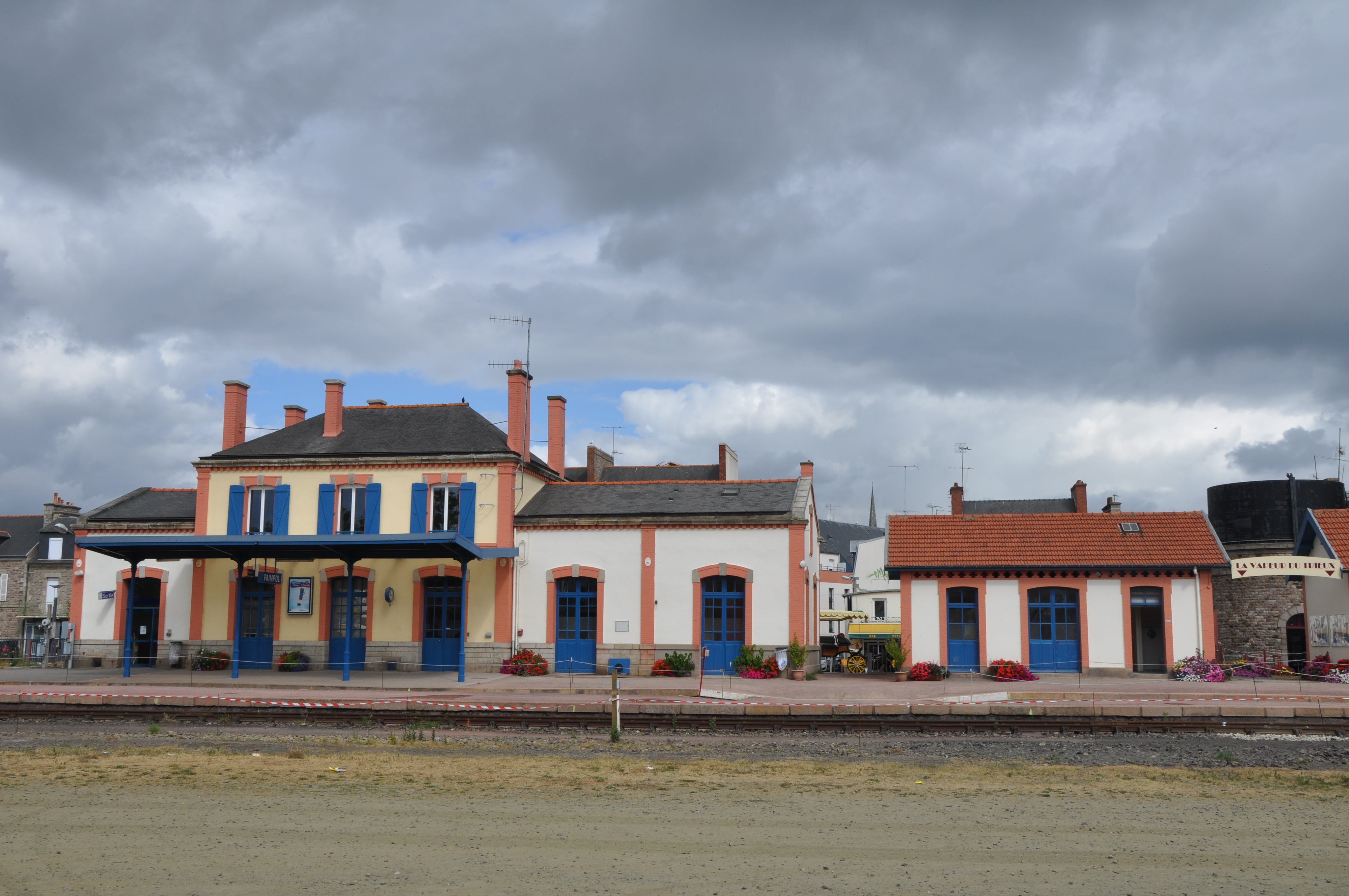
Вокзал
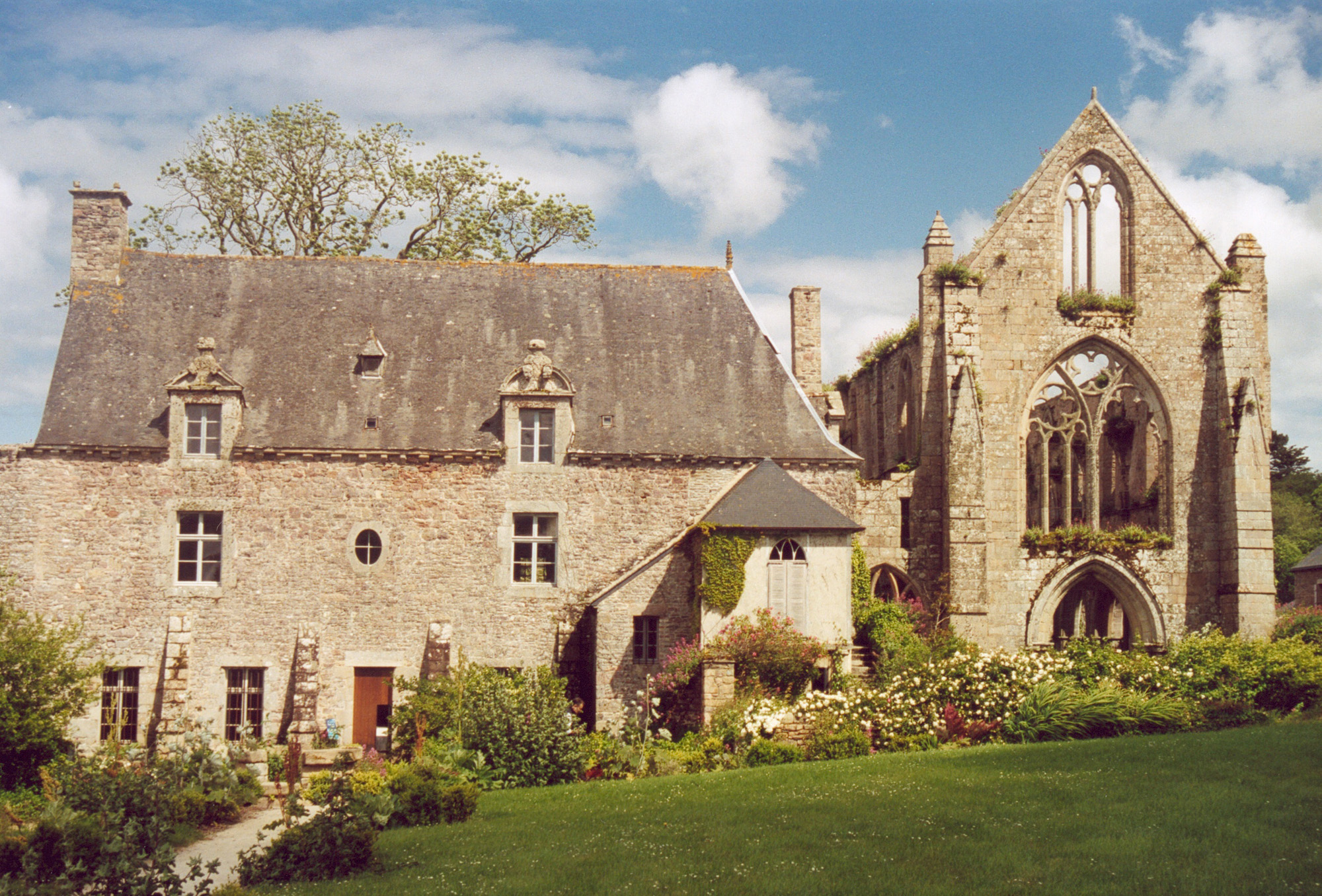
Аббатство Бопор
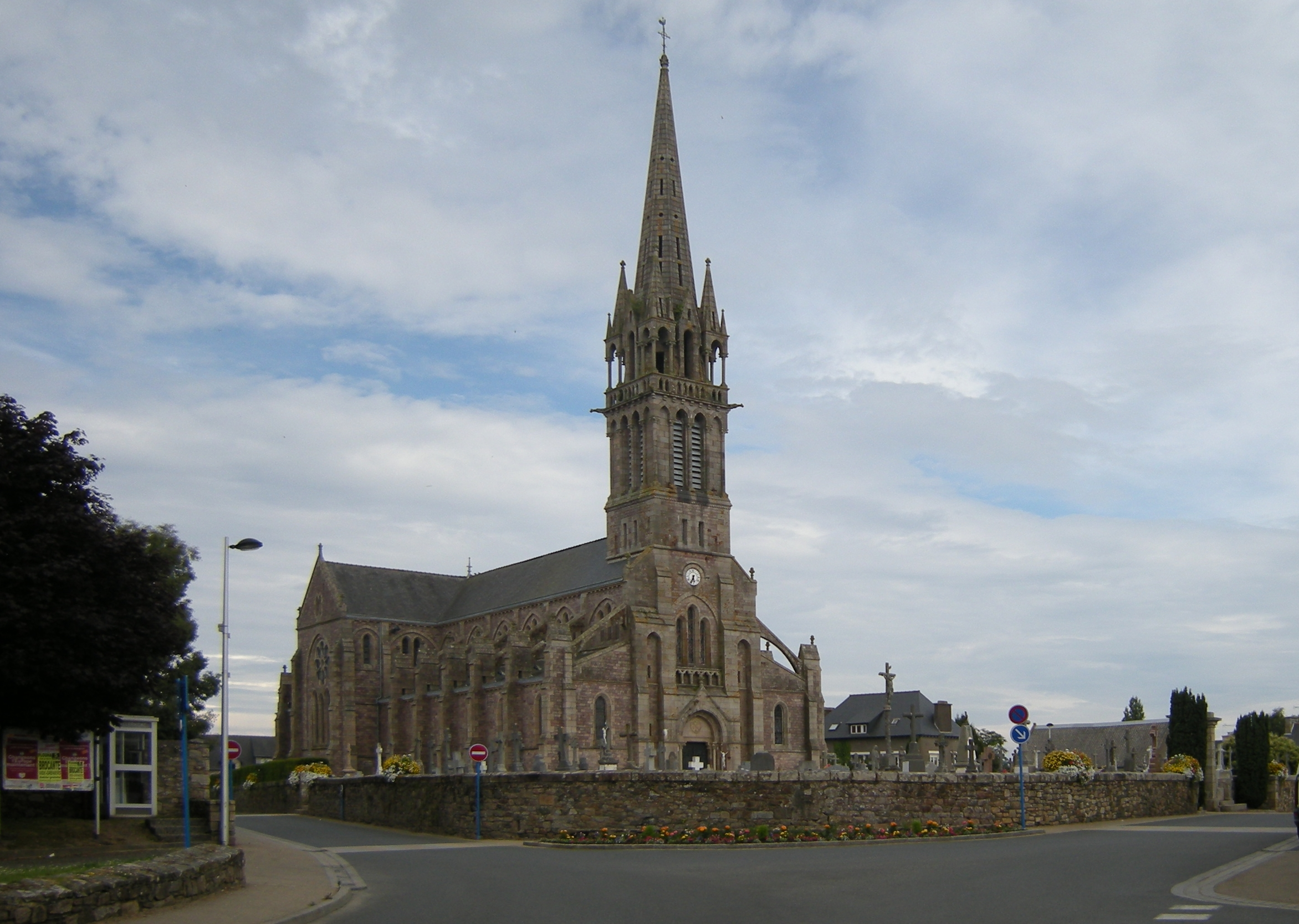
Церковь Нотр-Дам
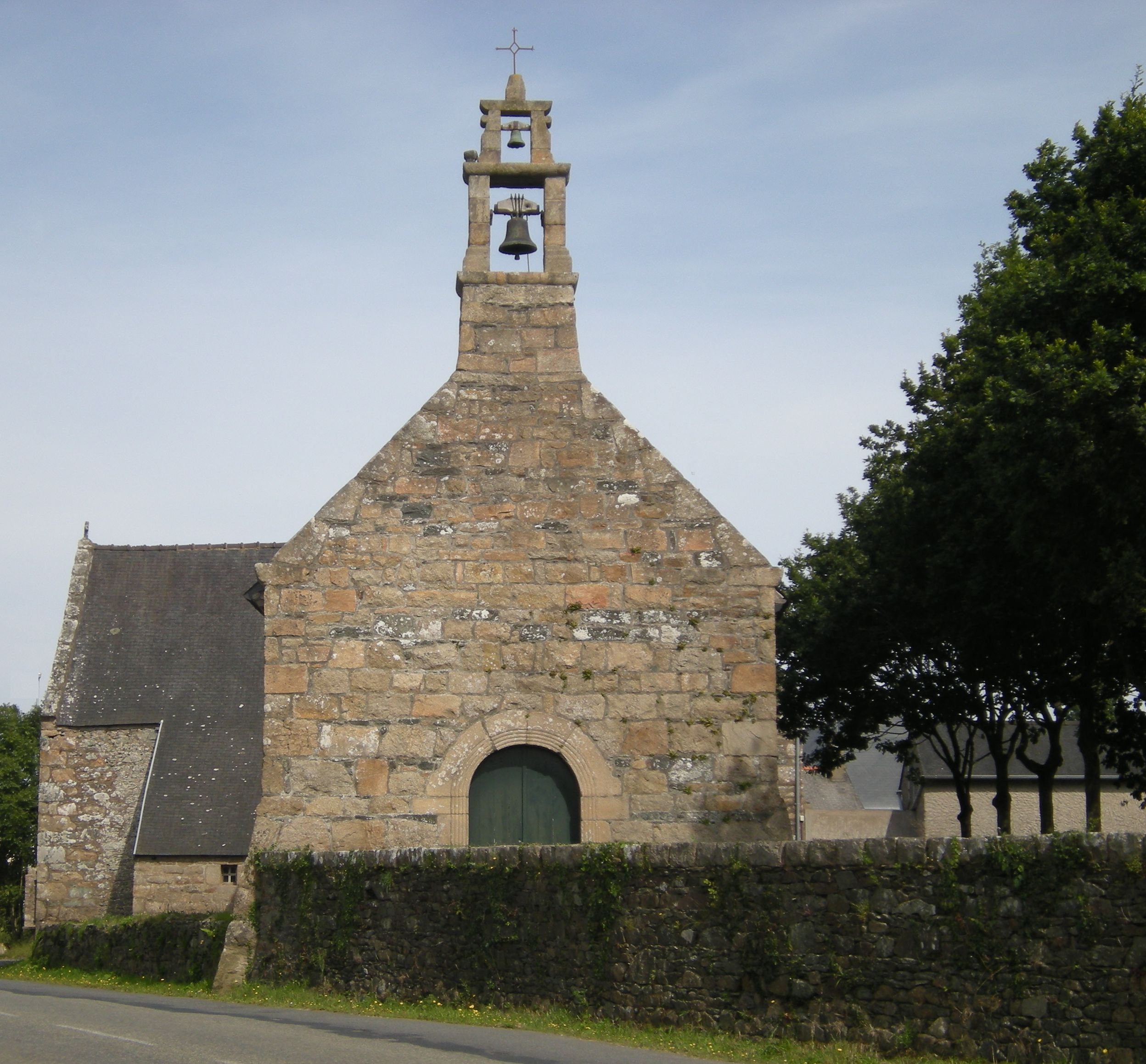
Часовня Нотр-Дам